# Денисов, Анатолий Алексеевич
Анатолий Алексеевич Денисов (11 июня 1934 года, Ленинград, РСФСР, СССР — 10 апреля 2010 года, Санкт-Петербург, Россия) — советский и российский учёный и политический деятель, профессор Ленинградского политехнического института, народный депутат СССР, председатель Комиссии Верховного Совета СССР по вопросам депутатской этики.

## Биография
В 1958 году окончил Ленинградский политехнический институт им. М. И. Калинина (ныне Санкт-Петербургский государственный политехнический университет), кафедра «Автоматика и вычислительная техника». Научно-преподавательскую работу в этом ведущем техническом вузе СССР и России вёл непрерывно на протяжении 52 лет (1958—2010).
В 1961 году опубликовал первую научную работу, в 1966 году получил первые авторские свидетельства на изобретения, в 1972 — первый патент. Кандидат технических наук (1964), доктор технических наук (1972) по специальности 05.13.01 «Техническая кибернетика и теория информации».
В 1973 году избран на должность профессора кафедры автоматики и телемеханики электромеханического факультета (с 1976 г. — кафедра автоматики и вычислительной техники вновь созданного факультета технической кибернетики, с 1999 г. — «Системный анализ и управление» факультета технической кибернетики). Учёное звание профессора присвоено в 1975 году.

## Научная деятельность
А. А. Денисов — автор более 300 работ, в том числе 6 учебников, более 40 монографий, а также многочисленных брошюр и учебно-методических пособий. Автор 80 авторских свидетельств и 8 патентов. Подготовил 30 кандидатов и 7 докторов наук.
Во время работы в Ленинградском политехническом институте провёл основополагающие исследования по созданию техники непосредственной связи по управлению, разработаны разнообразные устройства (генераторы, преобразователи, расходомеры), включая ЭГД-генераторы высокого напряжения для скоростных летательных аппаратов, управляющие устройства и преобразователи скорости жидкостей и газов, отличительной особенностью которых является полное отсутствие подвижных деталей и узлов, что делает их нечувствительными к большим ускорениям и радиации. Ряд разработанных устройств использовались в работах ЦАГИ, ИПУ РАН, ПКБ АСУ и ряда организаций оборонного комплекса.
С 1973 г. на основе дальнейшего обобщения аналогий явлений и процессов в системах различной физической природы развивал теорию информационного поля, ставшую основой информационного подхода к анализу больших систем управления. Эта теория позволяет с единых позиций описывать процессы в различных системах — технических, организационных, социальных, включая анализ процессов управления общественными конгломератами (экономика, политика, наука, образование и др.).
В 1994 г. А. А. Денисов избран действительным членом Международной академии наук высшей школы (МАН ВШ) и Международной академии информатизации (МАИ, вместе с Г. Н. Селезнёвым, Ю. П. Савельевым и рядом других известных учёных — общественных деятелей РФ).
В 1960-е годы дважды выступал с докладами по вопросам диалектической логики в Институте философии АН СССР на семинаре профессора А. А. Зиновьева, где его «антимарксистские» выводы получили устное публичное одобрение со стороны будущего автора «Зияющих высот» .

### Теория систем. О соотношении целостности государства и свободы его граждан
На методологической основе созданной им теории систем А. А. Денисов исследовал и такой непростой объект, как соотношение целостности государства и свободы его граждан. Он показал, что в каждый данный момент сумма относительной свободы β в обществе и относительной справедливости (устойчивости, стабильности) α есть величина постоянная: α + β = 1.
Выведенная закономерность позволила А. А. Денисову высказать гипотезу, что теоретически мыслимо технократическое общество, управляемое бесстрастными компьютерами, осуществляющими синтез свободы и справедливости (свободы и стабильности) по критерию максимума национальной безопасности (выживаемости) этого общества. В такой модели риск разрушительных экстремистских выходок стремится к нулю, а масштаб реформ способа организации экономической жизни — независимо, в каком бы направлении они ни проводились (либеральном, социалистическом) — был бы ограничен только минимально необходимым. Этими идеями А. А. Денисов постоянно руководствовался и на практике, в своей личной общественно-политической деятельности.

### Работы в области проблем высшей школы
Когда в конце 1980-х гг. А. А. Денисов обрёл всесоюзную известность по телевизионным трансляциям и репортажам с заседаний Верховного Совета СССР, за его плечами уже был почти 15-летний опыт участия в решении проблем общесоюзного масштаба. В 1975—1979 гг. в период «косыгинских реформ» молодой профессор участвовал в работе комиссии Академии наук СССР, Совета министров СССР и Госплана СССР под председательством академика И. Ф. Образцова. в подкомиссии «Подготовка кадров и образование». Работа подкомиссии вошла в 18-й том Комплексной программы научно-технического прогресса СССР и его социально-экономических последствий. После этого А. А. Денисов регулярно участвовал в научно-исследовательских работах, направленных на совершенствование управление высшей школой и повышение народнохозяйственной отдачи вузовских научно-исследовательских и опытно-конструкторских работ.
В рамках работ по определению потребностей в специалистах, проводившихся по поручению Госплана РСФСР (руководитель — проректор ЛПИ В. Р. Окороков), А. А. Денисов совместно с Э. В. Корочкиным и М. В. Коровиным дал предложения по решению проблемы определения трудозатрат, связанных с творческой деятельностью. Соответствующие работы этой группы учёных дважды были удостоены премии Минвуза СССР. Аналогичные работы творческая группа профессора А. А. Денисова также проводила для Волжского автозавода и ряда других крупнейших промышленных предприятий СССР. Их результаты использовались в учебном процессе.

## Политическая и общественная деятельность
Член КПСС с 1975 г. В 1990 г. голосованием партийной организации ЛПИ, а затем города избран членом бюро Ленинградского обкома КПСС. Делегат XXVIII съезда партии, на котором избран членом ЦК КПСС. На июльском (1991 г.) Пленуме ЦК КПСС выступил с изложением своей концепции социализма («Коммунистический манифест-90»; опубликован в газетах и в журнале «Известия ЦК КПСС»).
В 1989 г. избран народным депутатом СССР; в том же году на I съезде народных депутатов СССР избран членом Верховного Совета СССР. В 1990 г. избран председателем Комиссии Верховного Совета СССР по вопросам депутатской этики.
Как народный депутат СССР, в период развала Союза А. А. Денисов внёс огромный личный вклад в попытки сохранения единства страны и предотвращения военных действий сепаратистов. По поручению Верховного Совета СССР и президента СССР М. С. Горбачёва в январе-феврале 1991 г. выезжал в Латвию; в апреле-мае 1991 г. — в Азербайджан, Армению, Грузию и другие «горячие точки», включая Чечню, где вёл переговоры с целью предотвращения их выхода из СССР. В целях организации диалога на базе возглавляемой им Комиссии по депутатской этике А. А. Денисов тогда же провёл серию переговоров с руководителями кавказских республик — Аязом Муталибовым (Азербайджан), Левоном Тер-Петросяном (Армения), Звиадом Гамсахурдией (Грузия), с будущим президентом Абхазии В. Г. Ардзинбой, а также с Джохаром Дудаевым (Чечня). С Джохаром Дудаевым А. А. Денисов неоднократно встречался и впоследствии, накануне первой чеченской войны, в надежде предотвратить её.
11 февраля 1991 г. А. А. Денисов в ранге временного главы советской миссии в ООН выступил с докладом в Женеве на 47-й сессии Комиссии ООН по правам человека.
После августовских событий 1991 г. и запрета КПСС А. А. Денисов вместе с рядом известных общественных деятелей, включая депутатов Верховных Советов СССР и РСФСР (Р. А. Медведев, И. П. Рыбкин и др.), выступил с инициативой создания блока левых сил. В октябре 1991 г. принял участие в создании Социалистической партии трудящихся Российской Федерации, сопредседателем которой стал вместе с Роем Медведевым и лётчиком-космонавтом СССР Виталием Севастьяновым.
По итогам 1991 г. А. А. Денисов вошёл в число лидеров номинации «Человек года», проведённой на основе всенародного опроса. Сведения о депутатской и другой общественно-политической деятельности А. А. Денисова включены в книгу «Современная политическая история России (1985—1999)».
В марте 1992 г. в числе нескольких сотен депутатов, не согласных с ликвидацией Советского Союза в результате Беловежских соглашений, А. А. Денисов принял участие в VI Чрезвычайном съезде народных депутатов СССР (в Вороново), а также в состоявшемся тогда же Пленуме ЦК КПСС. В 1992 г. в составе делегации от народных депутатов и членов левых партий защищал интересы КПСС в Конституционном суде. Во время конфликта между Президентом Российской Федерации Б. Н. Ельциным и Парламентом Российской Федерации в 1993 г. (см. Конституционный кризис в России (1992—1993)) А. А. Денисов выступал за одновременное проведение досрочных парламентских и президентских выборов.
С 1992 г. А. А. Денисов — внештатный советник Председателя Верховного Совета Российской Федерации Р. И. Хасбулатова. По поручению Р. И. Хасбулатова А. А. Денисов подготовил нормативный документ по депутатской этике. Вычитанные гранки этой брошюры сгорели в дни расстрела Дома Советов в октябре 1993 г. Текст этой работы А. А. Денисова восстановлен и опубликован позднее, в 1994 г. С 1995 г. А. А. Денисов — советник председателя Государственной думы Российской федерации Г. Н. Селезнёва.
В 1996 г. А. А. Денисов назначен первым заместителем председателя экспертно-консультационного совета по проблемам национальной безопасности при председателе Государственной Думы Российской Федерации. Тогда же, для подготовки проектов экспертных рекомендаций по этому кругу вопросов, в Москве была создана Академия национальной безопасности. Её президентом и одновременно руководителем филиала с более кратким названием «Академия национальной безопасности» в Санкт-Петербурге, действующего до 2009 г., стал А. А. Денисов.

## Семья
Анатолий Алексеевич Денисов — ленинградец-петербуржец во втором поколении. Отец, Алексей Андреевич (1908—1972), метростроитель. Мать, Виктория Семёновна (1908—1998). Жена — Волкова Виолетта Николаевна, д.э.н., профессор СПбГПУ. Сын — Денисов Андрей Анатольевич, род. в 1963 г. Внучка — Денисова Екатерина Андреевна, род. в 1992 г.

## Основные труды
В области теории систем и системного анализа
- Современные проблемы системного анализа: Учебник. — 3-е изд. — СПб: Изд-во Политехн. ун-та, 2009. — 304 с.
- Современные проблемы системного анализа: Информационные основы. — СПб.: Изд-во СПбГПУ, 2003. — 276 с.; Изд. 2-е. — СПб.: Изд-во Политехнического университета, 2005. — 296 с.
- Основы теории систем и системного анализа: Учебник для студентов вузов. — СПб.: Изд-во СПбГТУ, 1997. — 510 с.; Изд. 2-е, перераб. и доп. — СПб.: Изд-во СПбГТУ, 1999. — 512 с.; Изд-е 3-е, перераб. и доп. — СПб.: Изд-во СПбГПУ, 2003. — 276 с. (соавт. В. Н. Волкова).
- Теория систем и системный анализ. — М.: ЮРАЙТ, 2010. — 679 с. (соавт. В. Н. Волкова). Переиздания: 2012 г. и 2013 г.
- Теория систем. — М.: Высшая школа, 2006. — 512 с. (соавт. В. Н. Волкова).
- Теория больших систем управления: Учебник для студентов вузов. — Л.: Энергоиздат, 1982. — 288 с. (соавт. Д. Н. Колесников).

В области электрофлюидики
- Гидравлические и пневматические устройства автоматики: Учеб. пособие для студентов вузов. — М.: Высшая школа, 1978. — 214 с. (соавт. В. С. Нагорный).
- Электрогидро- и электрогазодинамические устройства автоматики. — Л.: Машиностроение, 1979. — 288 с. (соавт. В. С. Нагорный).

В области теории информационного поля
- Теоретические основы кибернетики: информационное поле. — Л.: ЛПИ, 1975. — 40 с.
- Введение в информационный анализ систем. — Л.: ЛПИ, 1988. — 48 с.
- Информационное поле. — СПб.: Омега, 1998. — 64 с.

В области управления (в том числе экономикой)
- Информационные основы управления. — Л.: Энергоатомиздат, 1983. — 72 с.
- Макроэкономическое управление и моделирование: Пособие для начинающих реформаторов. — СПб.: НПО «Омега», 1997. 40 с.; Изд. 2-е — СПб.: Изд-во Политехнического университета, 2006. — 72 с.
- Универсальное моделирование деятельности (динамика массового обслуживания, экономики, управления). — СПб.: ООО «Издательство Русь», 2003. — 44 с.

В области физики
- Мифы теории относительности. — Вильнюс: ЛитНИИ НТИ, 1989. — 32 с.; переизд. — СПб.: Изд-во Политехн. ун-та, 2009. — 96 с. За эту работу[5] на Годичном собрании АН СССР А. А. Денисов был объявлен «врагом науки» (Известия АН СССР, № 7. — М.: Наука, 1990), чем очень гордился, поскольку считал АН косной, давящей новые идеи.[источник не указан 177 дней]
- Коррекция фундамента современной физики. — СПб.: Изд-во Русь, 2003. — 52 с.
- Основы теории отражения движения. — СПб.: Изд-во СПбГПУ, 2004; переизд. — СПб.: Изд-во Политехн. ун-та, 2010. — 40 с.
- Единая (общая) теория поля. — Изд. 2-е — СПб.: Изд-во Политехн. ун-та, 2008. — 22 с.

В период работы в Верховном Совете СССР — более 500 публикаций в газетах (статьи, интервью). Наиболее значимые изданы в книге «Глазами народного депутата СССР» (2004 — в 3-х тт. и 2006 — одной книгой).

## Награды и звания
- Заслуженный деятель науки Российской Федерации
- Почётный работник высшего профессионального образования Российской Федерации
- Награждён медалью «Ветеран труда»
- Награждён знаком Госкомитета по образованию СССР «За отличные успехи в работе»
- За заслуги перед отечественной космонавтикой награждён Федерацией Космонавтики России медалью имени академика АН СССР С. П. Королёва и медалью академика С. И. Репьёва

Также награждён многочисленными юбилейными медалями, благодарностями и дипломами.